# Сесилия Йоркская
Сеси́лия Йо́ркская (англ. Cecily of York; 20 марта 1469 — 24 августа 1507) — английская принцесса из дома Йорков, третья дочь короля Англии Эдуарда IV и Елизаветы Вудвилл. Вскоре после смерти отца и узурпации трона Ричардом III она была объявлена незаконнорождённой. Мать девочки, опасаясь за жизни детей, перевезла их в Вестминстерское аббатство, где семья покойного короля получила убежище и провела около года. После обещания короля не причинять детям вреда Сесилия с сёстрами отправились ко двору. Вскоре появились слухи, что король собирается жениться на одной из племянниц — Елизавете или Сесилии. Незадолго до гибели Ричард III выдал Сесилию замуж за одного из своих сторонников — Ральфа Скрупа, младшего брата Томаса Скрупа, 6-го барона Скрупа из Месема, который был гораздо ниже принцессы по происхождению.
Когда Ричард III погиб в битве при Босворте и трон занял Генрих VII Тюдор, акт, признававший детей Эдуарда IV бастардами, был отменён, а брак Сесилии со Скрупом расторгли как не отвечающий интересам династии. В 1488 году Сесилия вышла замуж за родственника матери короля Маргарет Бофорт Джона Уэллса, 1-го виконта Уэллса. Она родила второму мужу двух дочерей, в 1499 году овдовела, а после нескольких лет траура без позволения короля вышла замуж за незнатного линкольнширского эсквайра Томаса Кайма, от которого родила ещё двух детей. Брак Сесилии с Каймом и их дети не были признаны короной, а сама она была отлучена от двора и лишена владений, доставшихся ей по завещанию второго мужа. Тем не менее принцесса сохраняла хорошие отношения с матерью короля: именно Маргарет Бофорт оплатила часть расходов на похороны Сесилии в 1507 году.

## При Эдуарде IV

### Происхождение
Сесилия Йоркская родилась 20 марта 1469 года в Вестминстерском дворце и стала третьей дочерью и третьим ребёнком из десяти детей короля Англии Эдуарда IV и Елизаветы Вудвилл. В общей сложности у неё было шесть сестёр, из которых зрелого возраста достигли только четыре — одна старшая (Елизавета) и три младших — Анна, Екатерина и Бриджит. Мария, которая была старше Сесилии примерно на два года, умерла в возрасте 14 лет от неизвестной болезни, а Маргарет, которая была младше Сесилии примерно на три года, умерла в колыбели. Кроме того, у Сесилии было пятеро братьев: трое полнородных младших и двое единоутробных старших от брака матери с Джоном Греем из Гроуби — Томас и Ричард Греи. Младший из полнородных братьев Сесилии, Джордж, умер в возрасте около двух лет, а другие двое, Эдуард и Ричард, исчезли из Тауэра в 1483 году в правление их дяди Ричарда III.
Дедом Сесилии по отцу был Ричард Плантагенет, 3-й герцог Йоркский — правнук короля Эдуарда III по мужской линии и регент королевства в 1454—1455 годах во время болезни короля Генриха VI; Ричард заявил о правах дома Йорка на корону Англии и, таким образом, развязал войну Роз. Бабкой принцессы по отцу была Сесилия Невилл, принадлежавшая ко второму по могуществу магнатскому роду Севера и происходившая по женской линии от Джона Гонта, третьего сына Эдуарда III. Дедом Сесилии по матери был Ричард Вудвилл, 1-й граф Риверс, происходивший из благородного, но бедного и незнатного семейства; бабкой принцессы по матери была Жакетта Люксембургская — фрейлина королевы Маргариты Анжуйской, принадлежавшая к знатному французскому роду Люксембург-Линьи. Предположительно Сесилия была названа в честь бабки по отцу.

### Во время кризиса 1469—1471 годов

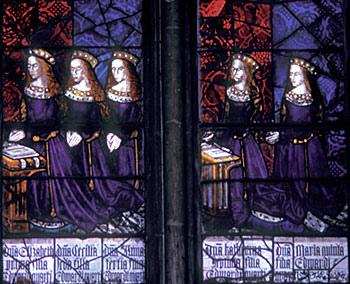
«Принцессы Йорков». Королевский витраж северо-западного трансепта Кентерберийского собора, XV век. Сесилия вторая слева

Рождение Сесилии, третьей подряд дочери, стало для Эдуарда IV большим разочарованием. Король впервые предположил, что сыновей у него не будет и что корона может перейти к старшей дочери — Елизавете. В первые месяцы жизни ребёнка в стране возник острый политический кризис: самый могущественный сторонник Эдуарда, граф Уорик, по ряду причин недовольный королём, заключил союз с его младшим братом Джорджем Кларенсом. Лорды переправили своё войско из Кале в Англию и заявили о притязаниях Джорджа на английский трон. В это время мать Сесилии вместе с как минимум двумя дочерьми, одной из которых была Елизавета, посещала Норидж, где их приняли с пышными торжествами и театрализованными представлениями; достоверно неизвестно, кто из двух младших на тот момент принцесс сопровождал мать, однако, вероятно, это была Мария, а не Сесилия, которая была слишком мала. Вскоре Уорик захватил короля, казнил без суда деда и дядю Сесилии по матери — графа Риверса и Джона Вудвилла. В это же время была арестована бабка Сесилии по матери, Жакетта Люксембургская, обвинённая в колдовстве и привороте короля. Её оправдали, но этот неприятный эпизод и казнь графа Риверса показали, как далеко готовы зайти враги Эдуарда IV. Впрочем, королева и её дочери во время краткого возвышения Уорика не пострадали, за исключением того, что матери Сесилии был определён урезанный штат прислуги.
К осени 1469 года Эдуарду IV удалось получить свободу. Уорик и Кларенс бежали во Францию и там заключили союз с Ланкастерами. В сентябре 1470 года, когда король готовился к вторжению объединённых сил своих врагов, Сесилию с сёстрами и матерью перевезли в Лондонский Тауэр для обеспечения их безопасности. Уже в начале октября стало известно, что Эдуард IV вместе со своим братом Ричардом Глостером бежал из страны, имея лишь призрачную надежду на возвращение; получив это известие, королева Елизавета вместе с матерью и тремя дочерьми среди ночи спешно покинула Тауэр на барке и прибыла в поисках убежища в Вестминстерское аббатство. Оно было тогда почти пустым. Беглецов принял под своё покровительство аббат Вестминстера Томас Миллинг — добрый, гостеприимный человек, который не пожелал размещать королеву с детьми вместе с преступниками и уступил им свой дом у западного входа в аббатство. Там имелись три комнаты и всё необходимое для удобства королевской семьи. Известно, что помощь королевской семье оказывали простые лондонцы: мясник Джон Гулд жертвовал семье короля Эдуарда IV половину коровы и двух овец в неделю, а торговец рыбой обеспечивал их провизией по пятницам и в дни постов.
Находясь в убежище, принцессы большую часть времени проводили с няньками. В начале ноября 1470 года на свет появился их брат принц Эдуард, и королева Елизавета была занята уходом за ним. Сесилия с семьёй провела в убежище ещё пять месяцев. В апреле 1471 года Эдуард IV вернулся в Англию и первым делом, после того, как побывал на благодарственном молебне в Вестминстерском аббатстве, вывел свою семью из убежища. В ту же ночь Сесилия в числе других членов семьи была перевезена в замок Бейнард, служивший резиденцией её бабки по отцу. 11 апреля Йорки в сопровождении матери короля, брата королевы Энтони Вудвилла и архиепископа Кентерберийского отправились в королевские покои Лондонского Тауэра, в то время как отец Сесилии отправился на север отвоёвывать королевство. 13 апреля в битве при Барнете был убит Уорик, 4 мая Эдуард IV окончательно разбил войска Ланкастеров в битве при Тьюксбери, в которой наследник Ланкастеров Эдуард Вестминстерский погиб, а Маргарита Анжуйская оказалась в плену. Однако 12 мая, пока Эдуард ещё был на пути к Лондону, последние сторонники Ланкастеров организовали нападение на Тауэр, намереваясь вернуть на трон Генриха VI; с реки были обстреляны две башни, в одной из которых находилась Сесилия с семьёй. Нападение было отбито, но это вынудило короля предать смерти своего предшественника, и 21 мая 1471 года король Генрих VI был задушен в своей темнице. Эти события вернули Сесилии положение дочери законного и признанного монарха.

### Принцесса Шотландии

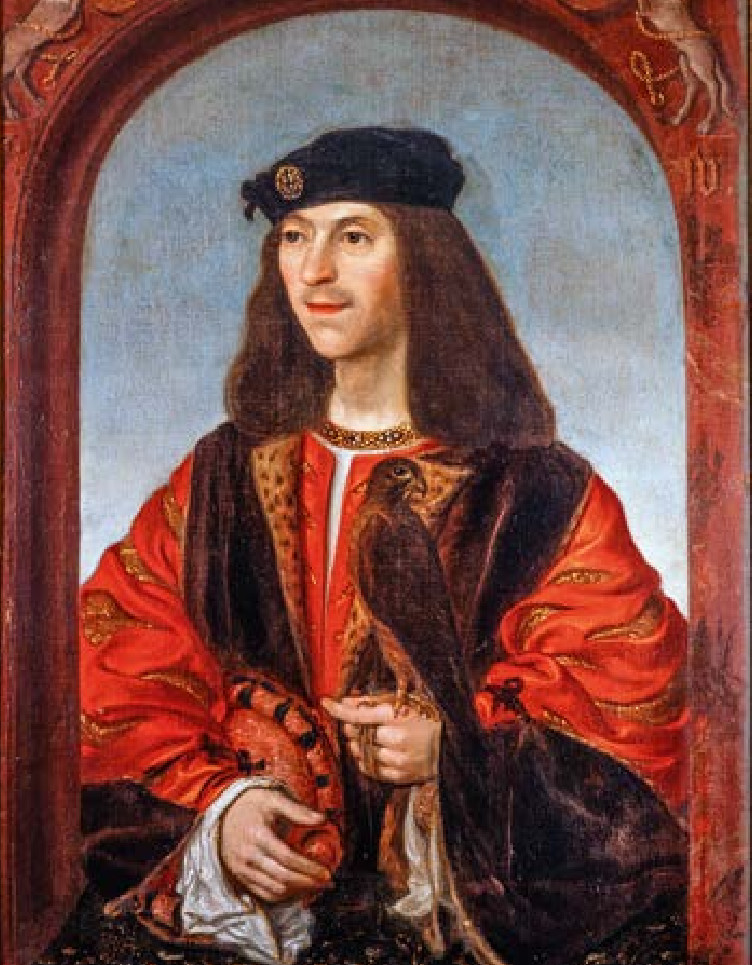
Джеймс Стюарт, герцог Ротсей — жених Сесилии

В 1474 году стали появляться первые брачные планы в отношении Сесилии: Эдуард IV вёл переговоры о браке дочери с наследником шотландского престола Джеймсом Стюартом, герцогом Ротсеем. Формальное обручение состоялось 26 октября или 26 декабря 1474 года в Эдинбурге между доверенными лицами жениха и невесты: графом Кроуфордом и бароном Скрупом соответственно. В качестве вдовьей доли в случае смерти Джеймса при жизни отца Сесилия получала все владения, которыми пользовался сам принц, — в их числе были герцогство Ротсей, графство Каррик и земли, входившие в личные владения Стюартов. В случае, если принц становился королём или если бы его мать скончалась при жизни мужа, Сесилия получала треть всех земель, владений и податей, назначенных королеве, или их эквивалент. В случае преждевременной кончины Сесилии или Джеймса будущий сын Якова III (на момент обручения Ротсей был единственным ребёнком короля) должен был жениться на любой другой дочери Эдуарда IV, если та будет не старше или не младше принца более, чем на три-четыре года. В качестве приданого Сесилия получила от отца 20 тысяч марок. Эти средства должны были выплачиваться частями: две тысячи марок в течение трёх месяцев после заключения договора, ещё две — в течение двух лет после этого, а остальная сумма должна была выплачиваться по тысяче марок в год до полного погашения. Эдуард IV и Яков III должны были встретиться в Берике летом 1475 года для передачи первой части приданого Сесилии. Судя по всему, встреча состоялась, поскольку 20 июня 1475 года Эдуард IV подписал завещание, согласно которому его преемник должен будет выплатить Шотландии оставшуюся от приданого принцессы сумму в 18 тысяч марок. С момента заключения помолвки Сесилия именовалась «принцессой Шотландии».
В 1481 году, когда Сесилия вошла в возраст брачного согласия, Яков III стал настаивать на заключении брака. В Англию отправилось посольство, которое должно было доставить принцессу в Шотландию. Однако Эдуард IV посчитал, что Яковом движет только желание заполучить оставшуюся часть приданого Сесилии, и отъезд принцессы был отложен. Ещё год спустя была разорвана помолвка между старшей сестрой Сесилии Елизаветой и французским дофином Карлом, и Яков III, не внявший ничьим советам, решил последовать примеру своего французского покровителя. Формальным поводом для разрыва стал тот факт, что при английском дворе скрывался брат Якова Александр, герцог Олбани, обвинённый в измене. Требуя выдать мятежного герцога, шотландцы совершили несколько набегов на приграничные территории Англии, что заставило Эдуарда IV в июне 1482 года разорвать помолвку дочери и задуматься об обручении Сесилии с герцогом Олбани, которого английский король собирался посадить на шотландский трон. 11 июня было достигнуто соглашение о браке Сесилии и шотландского претендента при условии, что герцогу в течение года удастся избавиться от своей жены-француженки Анны де Латур д’Овернь в соответствие со всеми нормами христианства. К 1482 году Эдуард IV помог герцогу Олбани захватить регентство: Александр отказался от претензий на корону, был прощён королём и получил обратно свои владения.
Шотландцы были недовольны присутствием английских войск в стране и потому давили на Якова III, чтобы он снова заключил помолвку между своим наследником и Сесилией Йоркской. Эдуард IV был согласен возобновить переговоры при условии, что ему будет возвращена та часть приданого дочери, которая уже была уплачена. Переговоры так и не были возобновлены, поскольку вскоре герцог Олбани вновь обратился за помощью к английскому королю, а Сесилию стали прочить ему в жёны. Однако переговоры о браке с Олбани тоже больше не велись, так как в апреле 1483 года отец Сесилии скончался.

### Жизнь при дворе и смерть отца
О жизни Сесилии в период переговоров о шотландском браке известно мало. Воспитанием девочки до декабря 1475 года, вероятно, занималась гувернантка леди Маргарет Бернерс — жена сэра Джона Буршье, барона Бернерс, правнука короля Эдуарда III и близкого друга семьи королевы Елизаветы; до этого Маргарет занималась воспитанием старших сестёр принцессы, Елизаветы и Марии. В 1476 году Сесилия среди прочих присутствовала на церемонии перезахоронения останков её деда по отцу Ричарда Плантагенета, 3-го герцога Йоркского, и его второго сына Эдмунда Йоркского, графа Ратленда, в Фотерингее; два года спустя она была на свадьбе своего младшего брата Ричарда Шрусбери, 1-го герцога Йоркского, и Анны Моубрей, 8-й графини Норфолк. В 1480 году она вместе со своей старшей сестрой Марией была посвящена в Дамы ордена Подвязки; Эверетт Грин в 1851 году обратила внимание на то, что в документах касательно обновления гардероба королевской семьи для церемонии посвящения принцесс Сесилия названа раньше Марии, и выразила сомнения в первородстве последней.
В апреле 1483 года, когда Сесилии было четырнадцать лет, Эдуард IV внезапно умер. За этим последовал политический кризис, резко изменивший положение бывшей королевы и её детей. Младший брат Сесилии, Эдуард V, унаследовавший престол, был захвачен своим дядей лордом-протектором Ричардом Глостером, а сопровождавшие молодого короля Энтони Вудвилл и Ричард Грей (его дядя и единоутробный брат соответственно) были арестованы. Короля перевезли в Лондонский Тауэр, где позднее к нему присоединился единственный полнородный брат Ричард Шрусбери; вместе с остальными детьми, в числе которых была и Сесилия, вдовствующая королева укрылась в Вестминстерском аббатстве. Уже в убежище вдовствующая королева Елизавета разработала план, согласно которому одна из её старших дочерей, Елизавета или Сесилия, должна была бежать заграницу, чтобы привлечь зарубежных сторонников для спасения из Тауэра Эдуарда V и Ричарда Шрусбери; в случае, если бы спасти принцев не удалось, эта принцесса при поддержке иностранных сторонников объявила бы о своих правах на престол. Однако план был раскрыт Ричарду Глостеру неким «предателем в стане королевы». По приказу Глостера его сквайр Джон Несфилд послал в Вестминстер стражу, которая и днём и ночью досматривала всех, кто входил и выходил из убежища.

## При Ричарде III
22 июня 1483 брак Эдуарда IV с Елизаветой Вудвилл был признан незаконным. Все дети покойного короля парламентским актом Titulus Regius объявлялись незаконнорождёнными и лишались прав на престол и всех титулов. Несколькими днями позже были казнены дядя и единоутробный брат принцессы — Энтони Вудвилл и Ричард Грей. 6 июля 1483 года Ричард Глостер был объявлен королём, вскоре после этого перестали поступать какие-либо вести о братьях Сесилии, запертых в Тауэре. В Рождество 1483 года Генри Тюдор, мать которого состояла в заговоре с Елизаветой Вудвилл против короля Ричарда III, поклялся в Ренском соборе, что женится на старшей дочери Эдуарда IV Елизавете или же на следующей за ней Сесилии (если брак с Елизаветой по каким-либо причинам будет невозможен) после того, как займёт английский трон. Однако восстание партии Тюдора, которую возглавлял герцог Бекингем, провалилось ещё до клятвы Тюдора.
Этим я, Ричард, милостью Божию король Англии и Франции, лорд Ирландии, в присутствии милордов духовных и мирских и мэра и олдермена Лондона обещаю и клянусь словом короля и касаясь святого евангелия Божия, что если дочери дамы Елизаветы Грей, именующей себя королевой Англии, то есть Елизавета, Сесилия, Анна, Екатерина и Бриджит — покинут убежище в Вестминстере под мою ответственность и будут направляться, управляться мною и подчинятся мне, и тогда я поручусь за их жизни, а также за то, что они не пострадают от какой-либо боли, причинённой любой персоной или персонами, им всем или одной из них, их телам или личностям; они или одна из них не будут заключены в Лондонский Тауэр или любую другую тюрьму; но тогда я помещу их в почтенные места с добрым именем и репутацией, и им почтенно и любезно покажут, что их признают и оказывают им милость, и они будут иметь всё требуемое и необходимое как мои родственницы; и затем я выдам замуж тех из них, кто находится в брачном возрасте, за рождённых джентльменами, и каждая из них получит земли и владения с ежегодным доходом в две сотни марок на протяжении всех их жизней; и также будет и с другими дочерьми, когда они войдут в возраст брачного согласия, если доживут до этого. И тем джентльменам, кому посчастливится жениться на них, я честно обязуюсь время от времени выказывать свою любовь и милость, как и их жёнам и моим родственницам, если они будут избегать и остерегаться моего неудовольствия.

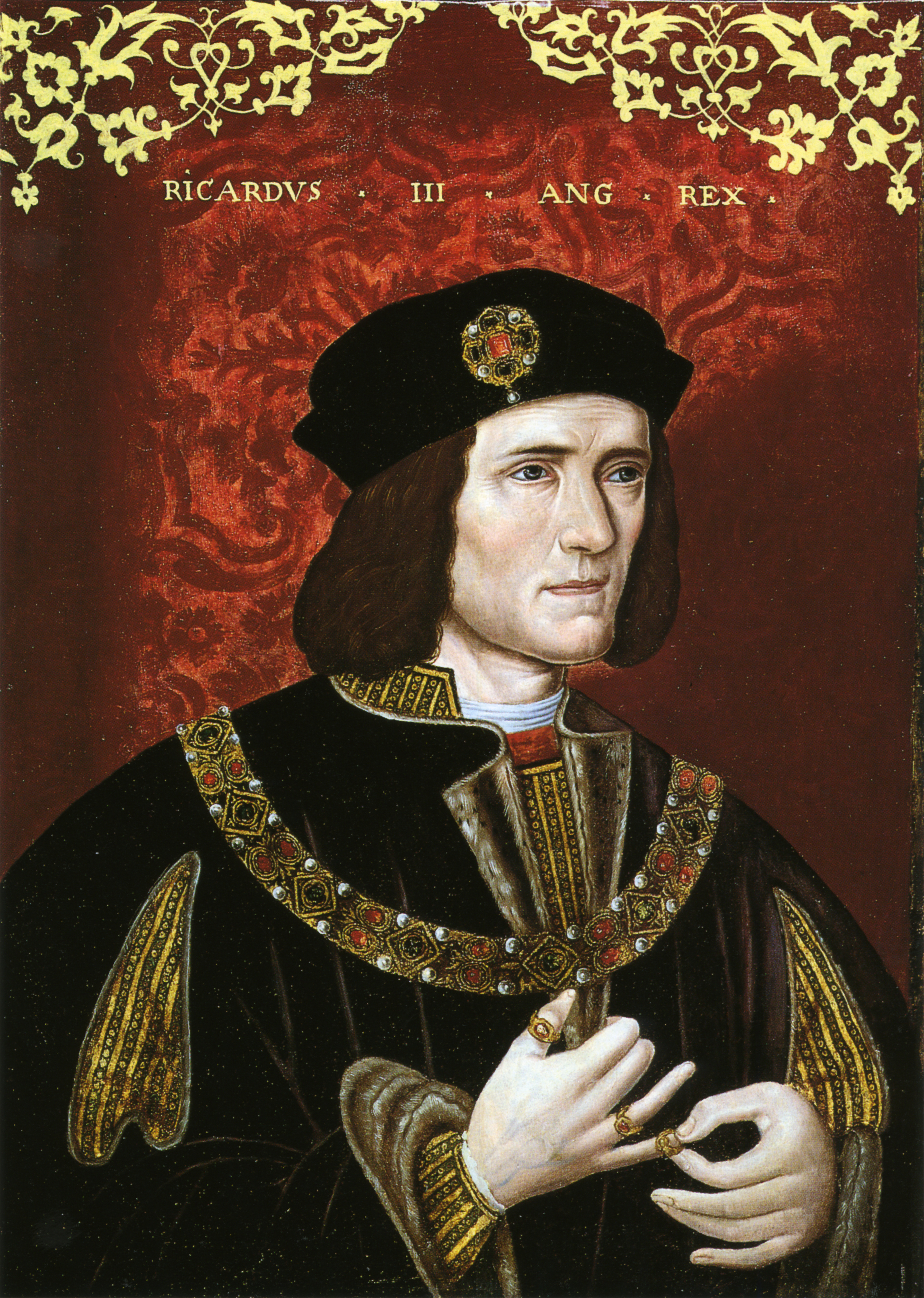
Ричард III, дядя Сесилии, отстранивший от трона её братьев, её саму и её сестёр

После провала восстания Бекингема Ричард III начал переговоры с вдовой брата. 1 марта 1484 года он публично поклялся, что дочерям Эдуарда IV не будет причинён вред и им не будут досаждать; кроме того, Ричард пообещал, что они не будут заключены в Тауэр или любую другую тюрьму, что они будут помещены «в почтенные места с добрым именем и репутацией», а позже будут выданы замуж за «людей благородного происхождения» и получат в приданое земли с ежегодным доходом в 200 марок на каждую. В тот же день меморандум был доставлен вдовствующей королеве вместе с провизией. Принцессы покинули убежище и перебрались под опеку их «милостивого дяди», выделившего им покои в своём дворце. Историк эпохи Тюдоров Эдвард Холл писал, что Ричард III: «заставил всех дочерей своего брата торжественно прибыть в его дворец; как будто с ним новым — фамильярным и любящими развлечения — они должны были забыть… нанесённую им травму и предшествующую этому тиранию».
Опека, которую Ричард III установил над своими племянницами, стала предметом споров в научных кругах Нового времени, столкнув сторонников противоположных мнений об этом короле. Многие исследователи отмечают, что дочери Эдуарда IV оказались в крайне тяжёлой ситуации, так как их законные права были узурпированы, а их братья предположительно были убиты. Сесилия стала свидетелем весьма неприятного для неё события — обручения её бывшего жениха, шотландского принца Джеймса Стюарта, с её кузиной Анной де ла Поль, дочерью Елизаветы Йоркской, герцогини Саффолк. Со смертью в 1484 году Эдуарда Миддлгемского, сына Ричарда III, предполагаемым наследником престола стал брат Анны де ла Поль Джон.
После того, как признанные бастардами дочери Эдуарда IV прибыли ко двору, стали циркулировать разные слухи об их дальнейшей судьбе: так, утверждалось, что Ричард III собирается жениться на одной из старших племянниц — Елизавете или Сесилии. Известно, что Ричард рассматривал возможность брака Сесилии с человеком ниже её по положению, чтобы исключить её претензии на трон. Когда Генри Тюдор высадился в Англии с намерением захватить корону и жениться на Сесилии, если Елизавета будет замужем за самим Ричардом III, он узнал, что Сесилия уже состоит в браке. Мужем принцессы стал сторонник короля Ричарда Ральф Скруп, младший брат Томаса Скрупа, 6-го барона Скрупа из Месема.

## При Генрихе VII

### При дворе Тюдоров

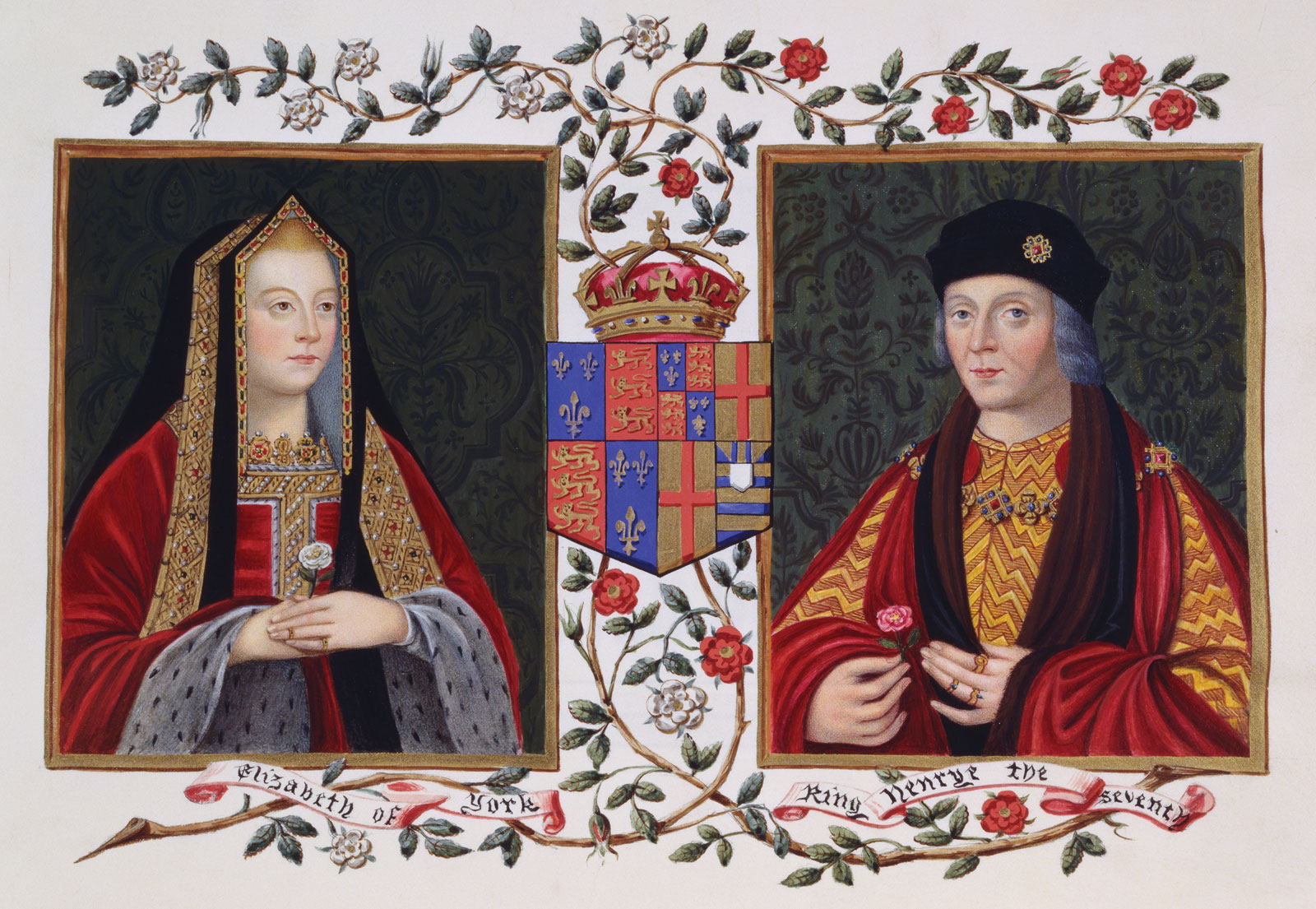
Двойной портрет Елизаветы Йоркской, сестры Сесилии, и Генриха VII

В августе 1485 года Ричард III был убит в битве при Босворте. Новым королём по праву завоевания стал Генри Тюдор под именем Генриха VII. Он сразу отменил акт Titulus Regius, лишавший детей Эдуарда IV титулов и прав на престол, и приказал изъять из архивов сам акт, все его копии и все документы, с ними связанные. Женившись на наследнице Йорков, Генрих VII обратил внимание и на сестёр Елизаветы: принцессы должны были выгодно выйти замуж за сторонников молодого короля, но без возможности претендовать на трон. Судьбу Сесилии, старшей сестры новой королевы, нужно было решить как можно раньше. Брак принцессы с Ральфом Скрупом был расторгнут как не отвечающий интересам династии в 1486 году.
В качестве сестры королевы Сесилия стала играть важную церемониальную роль при дворе. Она несла на крестины своего первого племянника Артура, принца Уэльского, 24 сентября 1486 года. Сопровождавшими принцессу знатными мужчинами на церемонии стали её единоутробный брат Томас Грей, 1-й маркиз Дорсет, и кузен по отцу Джон де ла Поль, граф Линкольн; шлейф Сесилии несла супруга маркиза Дорсета Сесилия Бонвилл, 7-я баронесса Харингтон и 2-я баронесса Бонвилл, семья которой в войне Роз выступала на стороне Йорков. По окончании церемонии крещения Сесилия во главе торжественной процессии вернула принца в детскую, где представила окрещённого принца родителям. 25 ноября 1487 года Сесилия, единственная из всех сестёр королевы, несла её шлейф на коронации в Вестминстерском аббатстве. По своему положению она была второй женщиной на церемонии (не считая королевы) после своей тётки Кэтрин Вудвилл, супруги дяди короля Джаспера Тюдора, герцога Бедфорда; кроме того, на церемонию и с неё Сесилия ехала вместе с герцогиней в карете, следовавшей сразу за каретой королевы. На банкете по случаю коронации Сесилия и Кэтрин Вудвилл сидели за столом королевы вместе с архиепископом Кентерберийским Джоном Мортоном. Известно, что в этот период, как и другим сёстрам, Сесилии выплачивался пенсион из средств королевы, однако она имела большие привилегии и большие свободы: так, во время прогулок Сесилию, сопровождавшую сестру-королеву в качестве фрейлины, сопровождали собственные дамы. Вплоть до своего второго брака Сесилия занимала пост Первой леди опочивальни королевы.

### Второй брак

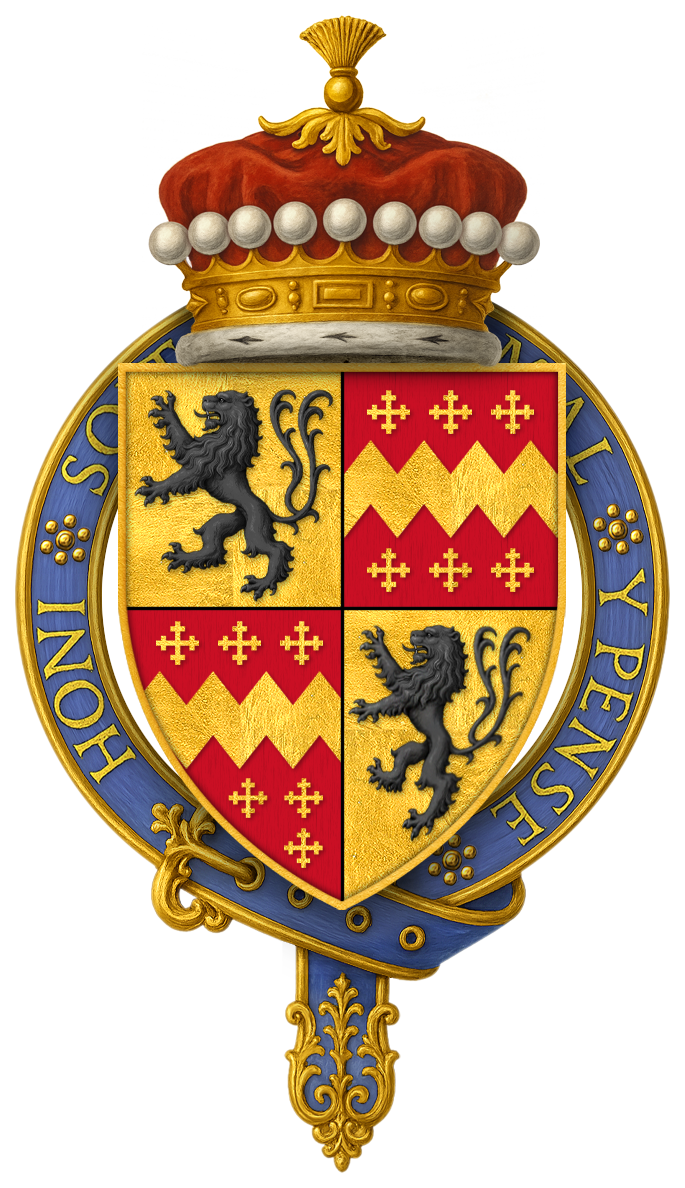
Герб Джона Уэллса, виконта Уэллса, второго супруга Сесилии.
В золотом поле чёрный, вооружённый червленью, восстающий лев. Щит увенчан баронской короной и окружён лентой ордена Подвязки: в лазоревом поле золотая надпись Honi soit qui mal y pense [Пусть стыдится подумавший плохо об этом].

Среди знати, присутствовавшей на коронации королевы, был Джон Уэллс, 1-й виконт Уэллс, — наследник старинного рода Уэллсов и младший единоутробный брат матери короля Маргарет Бофорт. Хотя сам Джон и его семья были сторонниками Ланкастеров, он смог добиться благосклонности отца Сесилии в конце его жизни и вошёл в число людей, ночью охранявших тело покойного короля Эдуарда IV. В правление Ричарда III Джон был в оппозиции к королю: он участвовал в провальном восстании Бекингема, бежал в Бретань, где скрывался будущий король Генрих VII, позже вместе с ним высадился в Англии. Благодаря своей службе и родственным связям Джон оказался в фаворе у молодого короля, который сразу по восшествии на престол назначил дядю констеблем двух важных замков, передал ему несколько усадеб и позднее вернул ему владения отца. Кроме того, Джону не только вернули баронский титул отца, но и даровали новый — виконта Уэллса.
Не сохранилось никаких записей касательно времени и обстоятельств брака Сесилии и Джона Уэллса. Известно, что венчание произошло до декабря 1487 года 1487 или в первые дни 1488 года. Элисон Уэйр пишет, что брак был заключён между 25 ноября и 31 декабря 1487 года; при этом она отмечает, что на свадьбе присутствовала королевская чета. Как пишет историк Мэри-Энн Эверетт Грин, в декабре 1487 года Сесилия уже вместе с супругом присоединилась к рождественским празднованиям в Гринвичском дворце. В Новый год Уэллсы присутствовали в числе других представителей знати и приближённых короля на торжественном обеде; виконт Уэллс преподнёс королю в качестве подарка от себя и жены 20 шиллингов. На банкете супруги оказались разлучены: Джон сидел за столом по правую сторону зала, а Сесилия — во главе стола по левую. Доподлинно неизвестно, кто именно был инициатором союза Сесилии и Джона. Некоторые историки считают, что Генрих VII сосватал сестру жены за своего дядю, чтобы избежать брака Сесилии с более перспективным представителем знати, поскольку принцесса становилась законной наследницей престола в случае кончины детей её сестры Елизаветы. С другой стороны, Томас Фуллер пишет, что Генрих вообще не собирался выдавать замуж Сесилию, однако она взяла дело в свои руки и в мужья себе выбрала дядю короля, который после заключения столь блистательного брака больше никаких титулов не получал. Кроме того, Сесилия была близка с матерью короля, Маргарет Бофорт, которая, в свою очередь, была близка с Уэллсами и могла организовать этот брак. Независимо от того, кто был инициатором брака, он был выгоден для обеих сторон, поскольку укреплял связь Ланкастеров с Йорками: Сесилия, которая была второй претенденткой на трон из дома Йорков после старшей сестры, оказывалась под опекой мужчины, близкого к королю, который не позволил бы втянуть её в политические игры против Генриха VII.
После празднований в начале 1488 года следы Сесилии на некоторое время теряются. Вероятно, она удалилась от двора и пребывала в одном из поместий мужа. Несмотря на большую разницу в возрасте, брак оказался удачным, и в нём родились две дочери: Элизабет, названная в честь королевы, и Энн, названная в честь младшей сестры Сесилии Анны Йоркской. Существует версия о том, что детей у супругов было трое, но надёжных данных о третьем ребёнке нет. Известно, что Сесилия занималась воспитанием и обучением детей сама, поэтому она осталась дома, когда её супруг отбыл ко двору для исполнения своих обязанностей.
В 1491 году Джон собирался сопровождать племянника в экспедиции во Францию. До отбытия виконт обеспечил жене комфортное проживание в своё отсутствие, к тому же специальный парламентский акт делегировал ей на это время право получения королевских выплат за супруга и пользования всеми его владениями. Сам король, готовясь к походу, подписал завещание, в котором супруг Сесилии был назван одним из его ленников. В 1492 году Джон присутствовал на похоронах вдовствующей королевы и матери Сесилии Елизаветы Вудвилл, однако сама виконтесса отсутствовала, вероятно, из-за болезни или беременности. Вплоть до 1498 года о жизни Сесилии известно мало. В этот период (предположительно, в 1498 году) скончалась старшая дочь принцессы Элизабет, которая незадолго до смерти была обручена с Джоном Стэнли, наследником Джорджа Стэнли, 9-го барона Стрейндж. Известно, что в 1494 году Сесилия фигурировала в документах в качестве отказополучателя по завещанию её бабушки и тёзки Сесилии Невилл, вдовствующей герцогини Йоркской.

### Вдовство
В 1498 (по другим данным — в 1499) году Сесилия, которой было около тридцати лет, овдовела. Уэллс заболел плевритом — болезнью, которая в то время не была известна в Англии и не поддавалась обычному лечению. Находясь на смертном одре, он подписал завещание, по которому оставлял в пожизненное пользование жене всё своё имущество; похоронить его он завещал там, где сочтут нужным сама Сесилия, король, королева и мать короля. Виконтесса оставалась у постели умирающего мужа до самого конца, наступившего 9 февраля 1498 года. Она лично организовала пышные похороны супруга и внесла некоторые изменения в традиционную церемонию захоронения: тело виконта было доставлено в Вестминстер по суше, а не по реке, на всём пути следования процессии звонили колокола, а гроб сопровождали люди наивысших рангов, которые допускал этикет. На самих похоронах дяди короля присутствовали самые знатные лорды: герцог Бекингем, графы Нортумберленд, Дерби, Эссекс и Девон. Поминальная служба прошла в церкви Святой Маргариты в Вестминстере, церемонию вели епископ Лондонский Томас Севедж и аббат Вестминстера Джордж Фассет.
Мэри-Энн Эверетт Грин пишет, что младшая дочь Сесилии Энн умерла вскоре после отца, но Розмари Хоррокс в статье о Сесилии в Оксфордском биографическом словаре сообщает, что Энн умерла раньше Джона. В пользу этой версии говорит и тот факт, что девочка не упоминается в завещании Уэллса. После смерти мужа и младшей дочери Сесилия приняла решение вернуться ко двору в поисках утешения и покровительства старшей сестры, с которой у принцессы были очень тёплые отношения. Помимо Елизаветы Сесилии оказывала покровительство и мать короля Маргарет Бофорт, которая помогла принцессе защитить её права на собственность Джона Уэллса, некогда принадлежавшую его отцу, но ставшую объектом претензий дочери Лайонела Уэллса от первого брака. Согласно завещанию Джона, Сесилия получала в своё пользование четыре особняка с правом распределять приходы и бенефиции и ренту с остальных владений в Линкольне, а также три поместья общей площадью в 1540 акров луговых, выгонных и лесных земель в Эссексе и ренту с остальных владений в том же округе.
Принцесса соблюдала траур три года, после чего полностью сменила вдовий гардероб и стала активно участвовать в жизни двора. Она присутствовала на свадьбе своего старшего племянника Артура, принца Уэльского, и Екатерины Арагонской 14 ноября 1501 года; свидетели сообщают, что Сесилия, которой выпала честь нести шлейф невесты, была облачена в платье из дорогих тканей, сшитое по последней моде, и была больше похожа на девушку на выданье, чем на вдову. После венчания двор отбыл в епископский дворец, где состоялись основные торжества. Во время рыцарского турнира Сесилия присутствовала на галерее королевы вместе с сестрой, новобрачной, принцессами и другими знатными дамами. На государственном обеде, данном в следующее воскресенье, Сесилия сидела рядом с сестрой-королевой за «наиболее представительным столом в палатах». Известно, что в мае 1502 года Сесилия одалживала некую сумму сестре.
В 1503 году положение Сесилии вновь пошатнулось, когда умерла королева Елизавета: Сесилия потеряла не только сестру, но и близкого друга и покровительницу, на чьё расположение всегда могла рассчитывать и близкие отношения с которой давали ей такое положение при дворе, которое при других условиях она и не рассчитывала получить. По мнению Эверетт Грин, скорбь принцессы была настолько велика и продолжительна, что она не смогла присутствовать на похоронах, и хотя для неё был пошит траурный гардероб, в списках плакальщиц имени Сесилии не значилось. Элисон Уэйр предполагает, что Сесилия не присутствовала на похоронах сестры из-за того, что была в немилости у короля из-за нового брака, заключённого без его согласия, и, если бы принцессе было позволено проводить Елизавету в последний путь, это означало бы, что Генрих VII простил Сесилию.

### Третий брак
Спустя некоторое время после смерти сестры Сесилия заключила свой третий и последний брак. Её избранником стал сэр Томас Кайм из Уэнфлита, незнатный линкольнширский сквайр — по словам Эверетт Грин, столь неравного союза ещё не знало английское королевское семейство. Точная дата заключения брака неизвестна: различные источники указывают 1502 год, период между весной 1502 и началом 1504 года и время через несколько месяцев после смерти сестры Сесилии, Елизаветы Йоркской, в 1503 году, но до встречи парламента в январе 1504 года.
На заседании парламента в январе 1504 года Сесилия вместе с Уильямом Уиллоуби, 11-м бароном Уиллоуби де Эрзби, и тремя другими мужчинами, которые претендовали на наследство Уэллсов, обратилась к королю с петицией. Сесилия хорошо знала, что король будет рад любым её действиям, которые поставят принцессу под подозрение, и потому она только сообщила, что хотела выбрать супруга, руководствуясь принципом «удобства, а не выгоды». Тем не менее, она опасалась, что её брак может быть использован как предлог для лишения её имущества, которым Сесилия пользовалась будучи виконтессой Уэллс, и что король станет симулировать неудовольствие её делами в качестве предлога для захвата её земель. Во избежание этого Сесилия решила дать королю взятку, составлявшую малую часть её дохода, и обещание возврата остального имущества в течение десяти лет после её смерти; таким образом, во владение Сесилии должна была остаться большая часть наследства мужа. В петиции Сесилия, ссылаясь на реституцию, ранее сделанную по поместьям Уэллсов для её покойного супруга, фактически просила отменить эту реституцию, оставив владения супруга за ней, если она переживёт короля, и на протяжении десяти лет за наследниками Уэллсов, если она скончается раньше. Причины, по которым другие наследники Уэллсов присоединились к петиции, не ясны, однако вполне вероятно, что они получали некую выгоду от самой принцессы и потеряли бы её, если бы Сесилия была лишена владений покойного мужа. Оканчивалась петиция мольбой всех подписавшихся — Сесилии, её третьего супруга Томаса Кайма и наследников её второго супруга — о милосердии короля.
Реакция короля на петицию и дальнейшие события историками описаны противоречиво. Мэри-Энн Эверетт Грин пишет, что Генрих VII завизировал петицию, одобрив её словами «Пусть будет так, как угодно». Однако Розмари Хоррокс, Джеймс Пэнтон и Гарланд Окерланд указывают, что Генрих VII весьма жёстко отреагировал на петицию и тот факт, что Сесилия вышла замуж без его ведома и согласия: он лишил принцессу всего имущества, полученного по завещанию Джона Уэллса, и удалил её от двора. Хоррокс и Окерланд пишут, что благодаря заступничеству Маргарет Бофорт часть владений Уэллса была возвращена Сесилии в пожизненное пользование; также, мать короля позволила супругам поселиться в своём доме близ Стэмфорда. При этом Эверетт Грин сообщает, что супруги проживали в одном из поместий покойного мужа Сесилии, а всем имуществом они управляли совместно.
Никаких источников касательно семьи, из которой происходил третий муж Сесилии, нет, а его имя фигурирует только в одном официальном документе — петиции Сесилии к королю. При дворе сэра Томаса именовали «Каймом из Линкольншира», не называя по имени; возможно, он происходил из старинной семьи Каймов, наследники которой во времена брака Томаса и Сесилии владели Башней Кайма близ Бостона в Линкольншире. Однако ряд источников сообщает, что тот Кайм, с которым Сесилия состояла в браке, происходил с острова Уайт, что косвенно может подтверждаться тем фактом, что Сесилия, согласно нескольким источникам, скончалась на этом острове; при этом, источники, связывающие происхождение третьего мужа принцессы с островом Уайт, называют его Джоном, а не Томом.
Первые годы брака с Каймом Сесилия провела на острове Уайт, где родились двое их детей — Ричард и Маргарет, которые никогда не афишировали своего королевского происхождения. Ричард был женат на некой Агнес и имел от неё дочь, Маргарет была замужем за Джоном Уэтерби, от которого также имела дочь. Потомков Сесилии от третьего брака можно проследить на несколько веков вперёд. Некоторые источники писали о том, что Сесилия умерла бездетной; это может объясняться тем, что ни третий брак принцессы, ни дети от него не были признаны королём: в документах, касаемых смерти и захоронения Сесилии, по приказу короля она обозначена как «покойная жена покойного Джона, виконта Уэллса».
О последних годах жизни Сесилии, как и о её жизни в третьем браке, известно мало. Историк Эверетт Грин пишет, что после заключения брака с Каймом принцесса жила не в роскоши и не получала никакой помощи от короля: единственные средства, связанные с Сесилией, были выделены Генрихом VII 11 декабря 1506 года Джону Гайселлу на поездку к ней. В то же время, в 1506 году мать короля Маргарет Бофорт зарезервировала для Сесилии комнату в Кройдонском особняке и позднее оплатила часть расходов на похороны принцессы. Сесилия умерла 24 августа 1507 года. Место её смерти точно не определено. По одной из версий Сесилия умерла на острове Уайт и была похоронена в местном аббатстве; по этой версии монумент на могиле принцессы был уничтожен в правление её племянника Генриха VIII при секуляризации монастырей, и не сохранилось никакого описания памятника. Однако, согласно документам Бофортов, Сесилия умерла в Хатфилде, Хартфордшир, где пребывала три недели до смерти, и была похоронена в местном монастыре.

## В культуре и искусстве
Сесилия является одним из персонажей романов Филиппы Грегори «Белая королева» и «Белая принцесса». В телесериале «Белая королева» роль Сесилии сыграла Элинор Кроули; в телесериале «Белая принцесса» роль Сесилии исполнила Сьюки Уотерхаус.
Известны два изображения Сесилии, созданных в период её девичества в числе изображений других членов семьи Эдуарда IV: витраж в малой Малвернской церкви в Вустершире и витраж в часовне Мучеников в Кентерберийском соборе. Последнее изображение было выгравировано в книге Acta Hitorica Reginarum Angliæ.